# Аслан, Степан Степанович
Степан Степанович Степанов (литературный псевдоним Аслан, 1917—1980) — советский чувашский писатель и переводчик.

## Биография
Родился 18 ноября 1917 года в деревне Ближние Сормы Цивильского уезда Казанской губернии Российской империи, ныне Канашского района Чувашской Республики.
По окончании начальной школы в родной деревне, продолжил учиться в Шихазанской образцовой школе колхозной молодежи. После школы работал почтальоном, сотрудником в районной газете «За социализм» (1934—1938). В 1938—1942 годах служил в Красной армии. После демобилизации работал в колхозе, затем — редакциях районных газет в Канаше и Шихазанах, занимался общественной деятельностью.
Участник Великой Отечественной войны в 1941—1942 годах, окончил Муромское военное училище связи (1941).
Литературная деятельность Степана Аслана началась ещё до войны, в 1937 году, когда в чувашском журнале «Сунтал» был опубликован его первый рассказ «Сăмакка айăкки». Затем последовали другие рассказы, очерки и повести. Самым значительным произведением писателя является трилогия «Ахрат», состоящая из четырёх книг. Также он известен как очеркист и автор сатирических рассказов. Членом Союза писателей СССР стал в 1956 году.
За вклад в развитие чувашской литературы С. С. Степанов был награждён Почетной грамотой Президиума Верховного Совета Чувашской АССР.
Умер 25 декабря 1980 года в деревне Зелёновка Канашского района.

## Память
В фондах «Государственного архива печати Чувашской Республики» хранятся 18 книг, более 200 рассказов, повестей, очерков, романов и статей, опубликованных Степановым на страницах республиканских и районных газет и журналов.
В 2017 году в Чувашском национальном музее состоялся литературно-музыкальный вечер, посвященный 100-летию со дня рождения Степана Аслана, а в Литературном музее им. К. В. Иванова ему была посвящена выставка «Творю не ради славы». В тот же год вышла повесть на русском языке «Ростки жизни» в переводе с чувашской повести «ПУҪЛАМӐШӖ» А. В. Асланиной-Павловой.
16 ноября 2022 года в Литературном музее имени К. В. Иванова состоялся литературно-музыкальный вечер, посвященный 105-летию со дня рождения писателя Степана Аслана. Открылась выставка «Ял пурнăçне сăнарланă» (Правдивые произведения о селе), где представлены книги, фотографии, документы, личные вещи Степана Степановича. С воспоминаниями об отце выступили сын Владислав и дочь Светлана. Они рассказали, что прототипами произведений являются близкие люди, знакомые, односельчане. Участники мероприятия узнали от них, что Степан Аслан работал в редакции районной газеты и это во многом помогло ему в создании образов и сюжетов.
В 2023 году вышла очередная книга на русском языке роман «Ахрат», которая входит в «Литературную палитру Чувашии: сто книг для прочтения», перевод с чувашского А. В. Асланина-Павлова.